# Lista dos vencedores das competições de clubes da UEFA

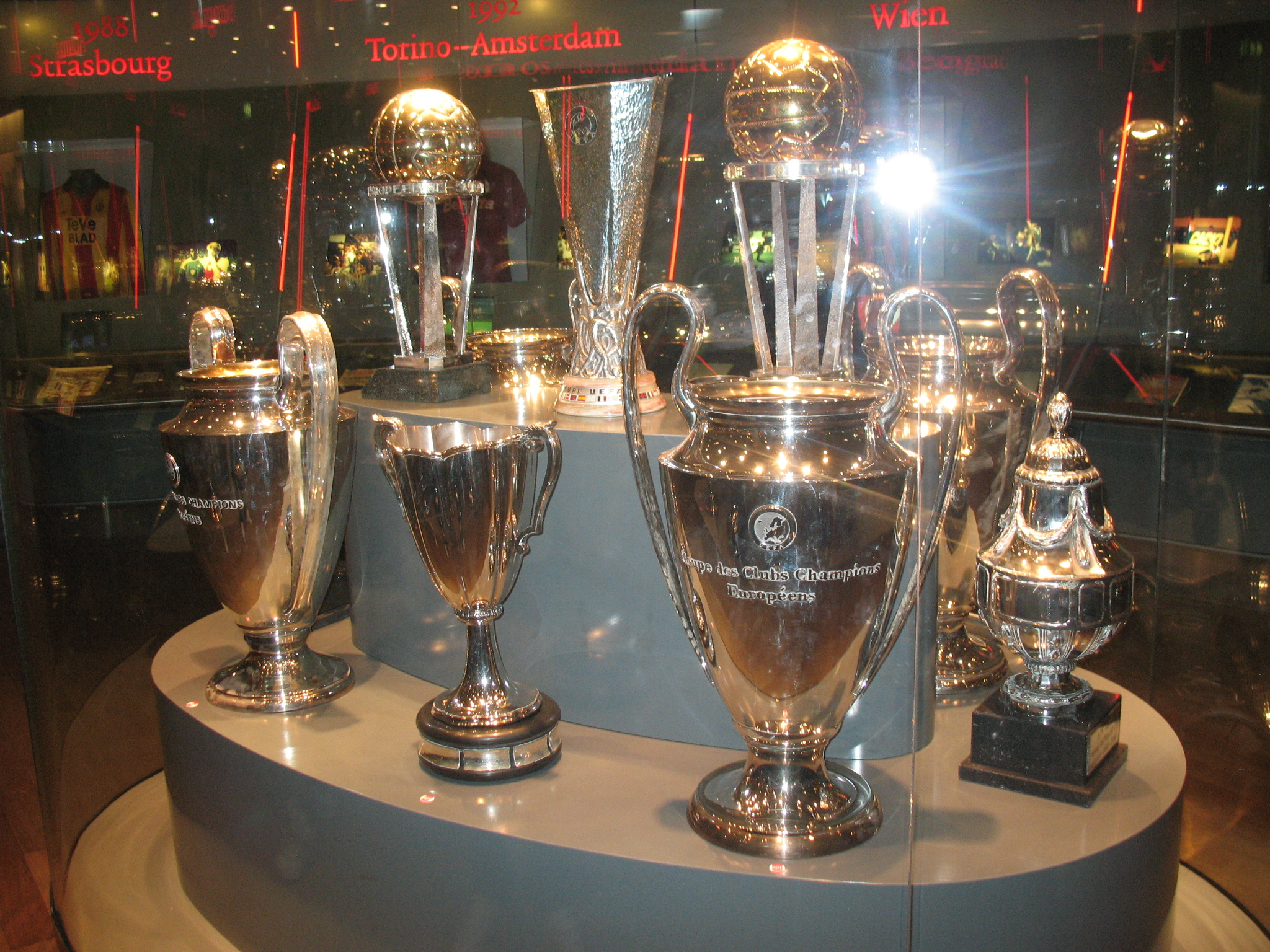
Troféus internacionais do Ajax exibidos no museu do clube. Os holandeses são uma das cinco equipas que venceram as três principais competições de clubes da UEFA: Copa dos Clubes Campeões Europeus/Liga dos Campeões da UEFA (4), Taça dos Clubes Vencedores de Taças (1) e Copa da UEFA (1).

Esta é uma lista dos vencedores das competições de clubes da UEFA. A União das Associações Europeias de Futebol (UEFA) é a federação desportiva dirigente do futebol na Europa. Ela organiza quatro competições de clubes: a Liga dos Campeões da UEFA (antiga Copa dos Clubes Campeões Europeus), a Liga Europa da UEFA (antiga Copa da UEFA), a Liga Conferência Europa da UEFA, e a Supercopa da UEFA. A UEFA também foi responsável pela Taça dos Clubes Vencedores de Taças e pela Taça Intertoto da UEFA, até ao seu encerramento em 1999 e 2008, respectivamente. Junto com a Confederación Sudamericana de Fútbol (CONMEBOL), também organizou a Copa Intercontinental, que foi realizada pela última vez em 2004, antes de sua substituição pela Copa do Mundo de Clubes da FIFA.
O Real Madrid da Espanha conquistou um total recorde de 26 títulos em competições da UEFA, oito a mais do que o Milan da Itália. A primeira equipe a ganhar todas as competições de clubes da UEFA foi a Juventus da Itália. Eles receberam a Placa da UEFA em 12 de julho de 1988, em reconhecimento aos três troféus sazonais da confederação – Copa da UEFA em 1977, Taça dos Clubes Vencedores de Taças em 1984 e Taça dos Clubes Campeões Europeus em 1985. Posteriormente, a Juventus ganhou a sua primeira Supercopa em 1984, a primeira Copa Intercontinental em 1985 e a Copa Intertoto em 1999. Até agora, quatro clubes conseguiram vencer cinco vezes um torneio da UEFA em três anos consecutivos: na Copa dos Clubes Campeões Europeus/Liga dos Campeões da UEFA, o Real Madrid (entre 1956 e 1960 – cinco anos consecutivos – e de 2016 a 2018), o Ajax (de 1971 a 1973), e o Bayern München (de 1974 a 1976); na Liga Europa da UEFA, o Sevilla (de 2014 a 2016). O Liverpool também venceu três anos consecutivos, mas em duas competições: a Copa da UEFA de 1976, a Copa dos Clubes Campeões Europeus de 1977 e a de 1978.
Os clubes espanhóis conquistaram o maior número de títulos (67), à frente dos clubes da Inglaterra e da Itália (ambos com 50 títulos). A Itália é o único país na história do futebol europeu cujos clubes venceram as três competições principais na mesma temporada: em 1989–90, o Milan ganhou a Copa dos Clubes Campeões Europeus, a Sampdoria venceu a Taça dos Clubes Vencedores de Taças e a Juventus conquistou a Copa da UEFA.
Embora a Taça das Cidades com Feiras seja considerada a antecessora da Copa da UEFA, a União das Associações Europeias de Futebol (UEFA) não a reconhece oficialmente e, portanto, as vitórias nesta competição não estão incluídos nesta lista. Também estão excluídos as conquistas na Supercopa Europeia não oficial de 1972, e a Copa do Mundo de Clubes, uma competição da FIFA.

## Vencedores

### Por clubes
O Real Madrid detém o recorde de 26 títulos, seguido pelos 17 títulos do Milan. As equipas espanholas detêm o recorde de mais vitórias em cada uma das três principais competições de clubes da UEFA: Real Madrid, com quinze títulos da Copa dos Clubes Campeões Europeus/Liga dos Campeões da UEFA; Sevilla, com sete títulos da Copa da UEFA/Liga Europa da UEFA; e Barcelona, com quatro títulos da Taça dos Clubes Vencedores de Taças. O Milan compartilha o maior número de vitórias na Supercopa (cinco) com o Barcelona, e o maior número de vitórias na Copa Intercontinental (três) com o Real Madrid. Os clubes alemães Hamburgo, Schalke 04 e Stuttgart, e o clube espanhol Villarreal são os detentores do recorde de títulos conquistados na Taça Intertoto da UEFA (duas vezes cada).
Antes da Liga Conferência Europa da UEFA, estabelecida em 2021–22, Juventus, Ajax, Bayern München, Chelsea e Manchester United eram as únicas equipas que venceram todas as três principais competições de clubes da UEFA (Copa dos Clubes Campeões Europeus/Liga dos Campeões da UEFA, Taça dos Clubes Vencedores de Taças, Copa da UEFA/Liga Europa da UEFA). Em 28 de maio de 2025, o Chelsea se tornou a única equipe a ganhar as três principais e atuais competições de clubes da UEFA (Liga dos Campeões da UEFA, Liga Europa da UEFA e Liga Conferência da UEFA). Além disso, antes da criação da Liga Conferência Europa da UEFA, a Juventus era a única equipe que ganhou todas as competições de clubes da UEFA, que incluem, adicionalmente, a Supercopa, a Taça Intertoto e a Copa Intercontinental.
A lista a seguir foi atualizada pela última vez em 31 de maio de 2025, após a Final da Liga dos Campeões da UEFA de 2024–25.
Legenda
| UCL  | Copa dos Clubes Campeões Europeus / Liga dos Campeões da UEFA |
| UEL  | Copa da UEFA / Liga Europa                                    |
| UECL | Liga Conferência Europa da UEFA                               |
| TVT  | Taça dos Clubes Vencedores de Taças (extinta)                 |
| USC  | Supercopa da UEFA                                             |
| TIU  | Taça Intertoto da UEFA (extinta)                              |
| CI   | Copa Intercontinental (extinta)                               |

| Clube                    | País          | UCL | UEL | UECL | TVT | USC | TIU | CI | Total |
| ------------------------ | ------------- | --- | --- | ---- | --- | --- | --- | -- | ----- |
| Real Madrid              | Espanha       | 15  | 2   | 0    | 0   | 6   | 0   | 3  | 26    |
| Milan                    | Itália        | 7   | 0   | 0    | 2   | 5   | 0   | 3  | 17    |
| Barcelona                | Espanha       | 5   | 0   | 0    | 4   | 5   | 0   | 0  | 14    |
| Liverpool                | Inglaterra    | 6   | 3   | 0    | 0   | 4   | 0   | 0  | 13    |
| Bayern Munich            | Alemanha      | 6   | 1   | 0    | 1   | 2   | 0   | 2  | 12    |
| Juventus                 | Itália        | 2   | 3   | 0    | 1   | 2   | 1   | 2  | 11    |
| Ajax                     | Países Baixos | 4   | 1   | 0    | 1   | 2   | 0   | 2  | 10    |
| Chelsea                  | Inglaterra    | 2   | 2   | 1    | 2   | 2   | 0   | 0  | 9     |
| Inter Milan              | Itália        | 3   | 3   | 0    | 0   | 0   | 0   | 2  | 8     |
| Sevilla                  | Espanha       | 0   | 7   | 0    | 0   | 1   | 0   | 0  | 8     |
| Atlético Madrid          | Espanha       | 0   | 3   | 0    | 1   | 3   | 0   | 1  | 8     |
| Manchester United        | Inglaterra    | 3   | 1   | 0    | 1   | 1   | 0   | 1  | 7     |
| Porto                    | Portugal      | 2   | 2   | 0    | 0   | 1   | 0   | 2  | 7     |
| Anderlecht               | Bélgica       | 0   | 1   | 0    | 2   | 2   | 0   | 0  | 5     |
| Valencia                 | Espanha       | 0   | 1   | 0    | 1   | 2   | 1   | 0  | 5     |
| Feyenoord                | Países Baixos | 1   | 2   | 0    | 0   | 0   | 0   | 1  | 4     |
| Hamburger SV             | Alemanha      | 1   | 0   | 0    | 1   | 0   | 2   | 0  | 4     |
| Tottenham Hotspur        | Inglaterra    | 0   | 3   | 0    | 1   | 0   | 0   | 0  | 4     |
| Parma                    | Itália        | 0   | 2   | 0    | 1   | 1   | 0   | 0  | 4     |
| Nottingham Forest        | Inglaterra    | 2   | 0   | 0    | 0   | 1   | 0   | 0  | 3     |
| Manchester City          | Inglaterra    | 1   | 0   | 0    | 1   | 1   | 0   | 0  | 3     |
| Paris Saint-Germain      | França        | 1   | 0   | 0    | 1   | 0   | 1   | 0  | 3     |
| Borussia Dortmund        | Alemanha      | 1   | 0   | 0    | 1   | 0   | 0   | 1  | 3     |
| Aston Villa              | Inglaterra    | 1   | 0   | 0    | 0   | 1   | 1   | 0  | 3     |
| Schalke 04               | Alemanha      | 0   | 1   | 0    | 0   | 0   | 2   | 0  | 3     |
| Villarreal               | Espanha       | 0   | 1   | 0    | 0   | 0   | 2   | 0  | 3     |
| West Ham United          | Inglaterra    | 0   | 0   | 1    | 1   | 0   | 1   | 0  | 3     |
| Dynamo Kyiv              | Ucrânia       | 0   | 0   | 0    | 2   | 1   | 0   | 0  | 3     |
| Benfica                  | Portugal      | 2   | 0   | 0    | 0   | 0   | 0   | 0  | 2     |
| PSV Eindhoven            | Países Baixos | 1   | 1   | 0    | 0   | 0   | 0   | 0  | 2     |
| Steaua București         | Romênia       | 1   | 0   | 0    | 0   | 1   | 0   | 0  | 2     |
| Marseille                | França        | 1   | 0   | 0    | 0   | 0   | 1   | 0  | 2     |
| Crvena Zvezda            | Sérvia        | 1   | 0   | 0    | 0   | 0   | 0   | 1  | 2     |
| Borussia Mönchengladbach | Alemanha      | 0   | 2   | 0    | 0   | 0   | 0   | 0  | 2     |
| IFK Göteborg             | Suécia        | 0   | 2   | 0    | 0   | 0   | 0   | 0  | 2     |
| Eintracht Frankfurt      | Alemanha      | 0   | 2   | 0    | 0   | 0   | 0   | 0  | 2     |
| Galatasaray              | Turquia       | 0   | 1   | 0    | 0   | 1   | 0   | 0  | 2     |
| Zenit Saint Petersburg   | Rússia        | 0   | 1   | 0    | 0   | 1   | 0   | 0  | 2     |
| Aberdeen                 | Escócia       | 0   | 0   | 0    | 1   | 1   | 0   | 0  | 2     |
| Lazio                    | Itália        | 0   | 0   | 0    | 1   | 1   | 0   | 0  | 2     |
| Mechelen                 | Bélgica       | 0   | 0   | 0    | 1   | 1   | 0   | 0  | 2     |
| Werder Bremen            | Alemanha      | 0   | 0   | 0    | 1   | 0   | 1   | 0  | 2     |
| VfB Stuttgart            | Alemanha      | 0   | 0   | 0    | 0   | 0   | 2   | 0  | 2     |
| Celtic                   | Escócia       | 1   | 0   | 0    | 0   | 0   | 0   | 0  | 1     |
| Bayer Leverkusen         | Alemanha      | 0   | 1   | 0    | 0   | 0   | 0   | 0  | 1     |
| CSKA Moscow              | Rússia        | 0   | 1   | 0    | 0   | 0   | 0   | 0  | 1     |
| Ipswich Town             | Inglaterra    | 0   | 1   | 0    | 0   | 0   | 0   | 0  | 1     |
| Napoli                   | Itália        | 0   | 1   | 0    | 0   | 0   | 0   | 0  | 1     |
| Shakhtar Donetsk         | Ucrânia       | 0   | 1   | 0    | 0   | 0   | 0   | 0  | 1     |
| Atalanta                 | Itália        | 0   | 1   | 0    | 0   | 0   | 0   | 0  | 1     |
| Roma                     | Itália        | 0   | 0   | 1    | 0   | 0   | 0   | 0  | 1     |
| Olympiacos               | Grécia        | 0   | 0   | 1    | 0   | 0   | 0   | 0  | 1     |
| Arsenal                  | Inglaterra    | 0   | 0   | 0    | 1   | 0   | 0   | 0  | 1     |
| Dinamo Tbilisi           | Geórgia       | 0   | 0   | 0    | 1   | 0   | 0   | 0  | 1     |
| Everton                  | Inglaterra    | 0   | 0   | 0    | 1   | 0   | 0   | 0  | 1     |
| Fiorentina               | Itália        | 0   | 0   | 0    | 1   | 0   | 0   | 0  | 1     |
| Magdeburg                | Alemanha      | 0   | 0   | 0    | 1   | 0   | 0   | 0  | 1     |
| Rangers                  | Escócia       | 0   | 0   | 0    | 1   | 0   | 0   | 0  | 1     |
| Sampdoria                | Itália        | 0   | 0   | 0    | 1   | 0   | 0   | 0  | 1     |
| Slovan Bratislava        | Eslováquia    | 0   | 0   | 0    | 1   | 0   | 0   | 0  | 1     |
| Sporting CP              | Portugal      | 0   | 0   | 0    | 1   | 0   | 0   | 0  | 1     |
| Zaragoza                 | Espanha       | 0   | 0   | 0    | 1   | 0   | 0   | 0  | 1     |
| Auxerre                  | França        | 0   | 0   | 0    | 0   | 0   | 1   | 0  | 1     |
| Bastia                   | França        | 0   | 0   | 0    | 0   | 0   | 1   | 0  | 1     |
| Bologna                  | Itália        | 0   | 0   | 0    | 0   | 0   | 1   | 0  | 1     |
| Bordeaux                 | França        | 0   | 0   | 0    | 0   | 0   | 1   | 0  | 1     |
| Braga                    | Portugal      | 0   | 0   | 0    | 0   | 0   | 1   | 0  | 1     |
| Celta Vigo               | Espanha       | 0   | 0   | 0    | 0   | 0   | 1   | 0  | 1     |
| Fulham                   | Inglaterra    | 0   | 0   | 0    | 0   | 0   | 1   | 0  | 1     |
| Guingamp                 | França        | 0   | 0   | 0    | 0   | 0   | 1   | 0  | 1     |
| Karlsruhe                | Alemanha      | 0   | 0   | 0    | 0   | 0   | 1   | 0  | 1     |
| Lens                     | França        | 0   | 0   | 0    | 0   | 0   | 1   | 0  | 1     |
| Lille                    | França        | 0   | 0   | 0    | 0   | 0   | 1   | 0  | 1     |
| Lyon                     | França        | 0   | 0   | 0    | 0   | 0   | 1   | 0  | 1     |
| Málaga                   | Espanha       | 0   | 0   | 0    | 0   | 0   | 1   | 0  | 1     |
| Montpellier              | França        | 0   | 0   | 0    | 0   | 0   | 1   | 0  | 1     |
| Newcastle United         | Inglaterra    | 0   | 0   | 0    | 0   | 0   | 1   | 0  | 1     |
| Perugia                  | Itália        | 0   | 0   | 0    | 0   | 0   | 1   | 0  | 1     |
| Strasbourg               | França        | 0   | 0   | 0    | 0   | 0   | 1   | 0  | 1     |
| Silkeborg                | Dinamarca     | 0   | 0   | 0    | 0   | 0   | 1   | 0  | 1     |
| Troyes                   | França        | 0   | 0   | 0    | 0   | 0   | 1   | 0  | 1     |
| Udinese                  | Itália        | 0   | 0   | 0    | 0   | 0   | 1   | 0  | 1     |

### Por país
Os clubes espanhóis são os mais bem-sucedidos nas competições da UEFA, com um total de 67 títulos, e detêm um número recorde de vitórias na Copa dos Clubes Campeões Europeus/Liga dos Campeões da UEFA (20), Supercopa Europeia (17) e Copa da UEFA/Liga Europa da UEFA (14). Os clubes ingleses conquistaram 50 títulos, incluindo um recorde de oito vitórias na Taça dos Clubes Vencedores de Taças e de duas vitórias na Liga Conferência da UEFA. Empatado em segundo lugar, os clubes italianos, que possuem 50 títulos, têm o maior número de vitórias na Copa Intercontinental (7). Os clubes franceses, sexto classificado em títulos das competições da UEFA, são os que mais venceram a Taça Intertoto (12). Os clubes italianos são os únicos na história do futebol europeu a ganhar as três principais competições da UEFA na mesma temporada (em 1989–90).
A lista a seguir foi atualizada pela última vez em 31 de maio de 2025, após a Final da Liga dos Campeões da UEFA de 2024–25.
Legenda
| UCL  | Copa dos Clubes Campeões Europeus / Liga dos Campeões da UEFA |
| UEL  | Copa da UEFA / Liga Europa                                    |
| UECL | Liga Conferência Europa da UEFA                               |
| TVT  | Taça dos Clubes Vencedores de Taças (extinta)                 |
| USC  | Supercopa da UEFA                                             |
| TIU  | Taça Intertoto da UEFA (extinta)                              |
| CI   | Copa Intercontinental (extinta)                               |

| Nacionalidade     | UCL | UEL | UECL | TVT | USC | TIU | CI | Total |
| ----------------- | --- | --- | ---- | --- | --- | --- | -- | ----- |
| Espanha           | 20  | 14  | 0    | 7   | 17  | 5   | 4  | 67    |
| Inglaterra        | 15  | 10  | 2    | 8   | 10  | 4   | 1  | 50    |
| Itália            | 12  | 10  | 1    | 7   | 9   | 4   | 7  | 50    |
| Alemanha          | 8   | 7   | 0    | 4   | 2   | 8   | 3  | 32    |
| Países Baixos     | 6   | 4   | 0    | 1   | 2   | 0   | 3  | 16    |
| França            | 2   | 0   | 0    | 1   | 0   | 12  | 0  | 15    |
| Portugal          | 4   | 2   | 0    | 1   | 1   | 1   | 2  | 11    |
| Bélgica           | 0   | 1   | 0    | 3   | 3   | 0   | 0  | 7     |
| Escócia           | 1   | 0   | 0    | 2   | 1   | 0   | 0  | 4     |
| União Soviética   | 0   | 0   | 0    | 3   | 1   | 0   | 0  | 4     |
| Rússia            | 0   | 2   | 0    | 0   | 1   | 0   | 0  | 3     |
| Roménia           | 1   | 0   | 0    | 0   | 1   | 0   | 0  | 2     |
| Turquia           | 0   | 1   | 0    | 0   | 1   | 0   | 0  | 2     |
| Iugoslávia        | 1   | 0   | 0    | 0   | 0   | 0   | 1  | 2     |
| Suécia            | 0   | 2   | 0    | 0   | 0   | 0   | 0  | 2     |
| Alemanha Oriental | 0   | 0   | 0    | 1   | 0   | 0   | 0  | 1     |
| Tchecoslováquia   | 0   | 0   | 0    | 1   | 0   | 0   | 0  | 1     |
| Ucrânia           | 0   | 1   | 0    | 0   | 0   | 0   | 0  | 1     |
| Grécia            | 0   | 0   | 1    | 0   | 0   | 0   | 0  | 1     |
| Dinamarca         | 0   | 0   | 0    | 0   | 0   | 1   | 0  | 1     |

### Gerais
- «UEFA Champions league – History» (em inglês). UEFA. 20 de maio de 2008. Consultado em 29 de abril de 2021. Arquivado do original em 5 de fevereiro de 2010
- «UEFA Cup – History» (em inglês). UEFA. 2 de julho de 2007. Consultado em 29 de abril de 2021. Arquivado do original em 17 de março de 2008
- «UEFA Conference League – About» (em inglês). UEFA. 18 de outubro de 2021. Consultado em 1 de novembro de 2021. Cópia arquivada em 30 de outubro de 2021
- «UEFA Cup Winners' Cup – History» (em inglês). UEFA. 13 de julho de 2005. Consultado em 29 de abril de 2021. Arquivado do original em 5 de março de 2008
- «UEFA Intertoto Cup – History» (em inglês). UEFA. 13 de julho de 2005. Consultado em 29 de abril de 2021. Arquivado do original em 8  de abril de 2008
- «UEFA Super Cup – History» (em inglês). UEFA. 31 de agosto de 2007. Consultado em 29 de abril de 2021. Arquivado do original em 14 de outubro de 2008

### Específicas
1. ↑  «Sorteo de las competiciones europeas de fútbol: el Fram de Reykjavic, primer adversario del F.C. Barcelona en la Recopa» [Sorteio para as competições europeias de futebol: o Fram de Reykjavic, primeiro adversário do F.C. Barcelona na Taça dos Clubes Vencedores de Taças.] (PDF). La Vanguardia (em espanhol). 13 de julho de 1988. p. 53. Consultado em 29 de abril de 2021
2. ↑  «Tutto inizio' con un po' di poesia» [Tudo começou com um pouco de poesia]. La Gazzetta dello Sport (em italiano). 24 de maio de 1997. p. 10. Consultado em 29 de abril de 2021. Cópia arquivada em 4 de outubro de 2008
3. 1 2  «1989/90: Rijkaard seals Milan triumph». UEFA.com (em inglês). UEFA. 23 de maio de 1990. Consultado em 29 de abril de 2021. Arquivado do original em 7 de junho de 2015
4. ↑  «UEFA Cup: All-time finals» (em inglês). UEFA. 30 de junho de 2005. Consultado em 29 de abril de 2021. Arquivado do original em 9 de março de 2008
5. ↑  «UEFA Super Cup – History» (em inglês). UEFA. Consultado em 29 de abril de 2021
6. ↑  «Real Madrid». UEFA.com (em inglês). UEFA. Consultado em 29 de abril de 2021
7. ↑  «AC Milan». UEFA.com (em inglês). UEFA. Consultado em 29 de abril de 2021
8. ↑  «UEFA Cup – Competition format». UEFA.com (em inglês). UEFA. 13 de julho de 2005. Consultado em 29 de abril de 2021. Arquivado do original em 13 de outubro de 2005
9. ↑  «Final facts and figures». UEFA.com (em inglês). UEFA. 9 de março de 2007. Consultado em 29 de abril de 2021. Arquivado do original em 12 de maio de 2008